# Барнакъл Бил (марсианска скала)
Вижте пояснителната страница за други значения на Барнакъл Бил.
Барнакъл Бил е името на 40-сантиметрова скала в долината Арес на Марс. Това е първата скала анализирана от марсохода Соуджърнър с помощта на научния инструмент рентгеноволъчев спректрометър за алфа частици. Марсоходът попада на скалата на третия марсиански слънчев ден (Сол 3) от кацането на мисия Марс Патфайндър на Червената планета. Целия анализ на скалата е завършен за 10 часа.
Според ранния анализ на информацията изпратена от марсохода, учените смятат че скалата е андезит.
Наименована е на анимационния герой „Барнакъл Бил“ от анимационни сериал „Попай“.